# Stevens (Kalifornia)
Stevens – obszar niemunicypalny w Stanach Zjednoczonych, w Kalifornii, w hrabstwie Kern. Położone jest 19 km na północny wschód od Bakersfield na wysokości 104 m n.p.m..